# Rudolf Johann von Brudermann
Rudolf Johann Brudermann, seit 1858 Ritter von Brudermann (* 10. Oktober 1810 in Kremsier, Mähren; † 31. Jänner 1889 in Budapest) war ein österreichischer Offizier, zuletzt im Range eines Generalmajors.

## Leben

### Familie
Rudolf Johann Brudermann wurde als ältester Sohn des Kavallerieoffiziers Andreas Brudermann und seiner Frau Elisabeth (geborene Dub) im ostmährischen Kremsier geboren. Am 27. Februar 1847 heiratete er in Ofen Gisela von Barbaczy (geboren am 15. März 1815 in Szegvar im Komitat Csongrád, gestorben am 23. September 1855), mit der er vier Kinder hatte: Anton (1847–1881), Rudolf (1851–1941), Gisela Elisabeth (1852–1917) und Adolf (1854–1945).

### Karriere
Seine militärische Karriere ist ein gutes Beispiel für die Umstände vor dem Jahr 1868 beziehungsweise speziell vor 1850, als der Oberstinhaber noch der machtvolle Patriarch seines Regiments war, der auch über die Postenvergabe innerhalb seines Regiments entschied. Seit 1803 war es verboten, das Offizierspatent zu verkaufen, jedoch legal, wenn zwei Offiziere übereinstimmten, ihren Rang auszutauschen. Nur der Regimentskommandant und der Oberstinhaber mussten über diese Vereinbarung informiert werden, wobei es zwischen den Beteiligten trotzdem zu einem Geldtransfer kam. Rudolfs Vater hatte zu Beginn der 1830er Jahre den Posten eines Unterleutnants im lombardo-venetianischen Chevauxlegers-Regiment Nr. 7 inne, das in Radkersburg in der Steiermark in Garnison stand. Als sein Vater Andreas 1832 in der Lage war, den Posten eines Oberleutnants zu erlangen, übergab er seinen ehemaligen Posten als Unterleutnant an Rudolf. Dieses Regiment wurde 1833 nach Ungarn transferiert, wo es zwischen 1833 und 1837 in Moor in Garnison lag, danach in Kecskemét und ab 1847 wieder in Moor. Rudolf wurde ein ausgezeichneter Reiter, der rasch fließend Ungarisch sprach. 1837 bewirkte Rudolfs Onkel, der Leibbereiter in den Hofstallungen von Kaiser Ferdinand war, dass sein Vater Andreas einen Posten am Hof erhielt. In der Folge erlangte Rudolf dessen vormaligen Rang als Oberleutnant, sein eigener ging an seinen jüngeren Bruder, Andreas junior, über. 1844 stieg Rudolf von Brudermann in den Rang eines Rittmeisters 2. Klasse auf, sein vorheriger Rang ging wiederum auf seinen jüngeren Bruder über, der, nach Verwundung in der Revolution, 1853 als Major in den Ruhestand verabschiedet wurde.
Als der Revolutionskrieg 1848 in Ungarn begann, übernahm der neu installierte ungarische Kriegsminister das Kommando über das Chevauxleger-Regiment Nr. 7. Jedoch verweigerte die 1. Division des Regiments unter dem Kommando von Major Ludwig von Kaminski und seinen 2 Eskadronskommandanten, Rittmeister Albert Graf Alberti und Joseph von Kliment, den Befehl, da sie dem Kaiser gegenüber loyal bleiben wollten. In der Folge schlossen sie sich den Truppen von Feldmarschallleutnant Jellačić bei der Schlacht von Wieselburg an. Die restlichen drei Divisionen folgen bald und nahmen gemeinsam an der Schlacht in der Nähe von Schwechat am 10. und 30. Oktober 1848 teil, wie auch mit großem Erfolg an allen weiteren größeren Aktionen der Kampagne. Rudolf zeichnete sich während des Gefechts bei Waitzen am 10. April 1848 als Kommandant eines Eskadrons aus. Im Mai 1849 erhielt das Regiment den russischen Thronfolger und späteren Zaren Alexander II. als neuen Oberstinhaber. Als erstes füllte er alle vakanten Ränge – während dieser Zeit wurden viele höhere Posten vakant, da viele Offiziere ungarischen Ursprungs der Revolutionsarmee beitraten – mit loyalen Offizieren auf. So avancierte auch Rudolf, der als rangältester Rittmeister 2. Klasse über Nacht zum Major aufstieg. 1851 wurden alle Chevauxleger-Regimenter in Ulanenregimenter umgewandelt, wodurch Rudolfs ursprüngliches Regiment zum Ulanenregiment Nr. 11 wurde.
Zu jeder Zeit war die Kavallerie daran interessiert, die Qualität ihrer Pferde zu erhöhen. Aufgrund dessen wurde 1854 beschlossen, Rudolf von Brudermann als weithin anerkannten Experten in den Orient zu entsenden, um einige hervorragende Araberpferde anzukaufen und das Militärgestüt mit neuem Blut aufzufrischen. Am 1. Juni 1854 stieg er in den Rang eines Oberstleutnants auf und wurde zum Husarenregiment Nr. 9 transferiert, wobei er dort jedoch nie tatsächlich Aufgaben übernahm, da er während dieser Zeit auf seiner Orientmission war. Im Rahmen seiner Reise durch den Orient kam er durch das Osmanische Reich, bis auch nach Persien. Am Ende seiner Mission reiste er mit zahlreichen exzellenten Pferden zurück nach Österreich. Nach seiner Rückkehr wurde er am 10. Mai 1856 zum Oberst ernannt und erlangte das Kommando über das Gestüt sowie die ungarische Remontierungsabteilung. Darüber hinaus brachte er von seiner Reise in den Orient einen 15-jährigen syrischen Jungen namens Michael Fadlallah el Hedad mit, den er zwar nicht adoptierte, jedoch für ihn sorgte. Er brachte ihn im Kadetteninstitut unter und sorgt dafür, dass er eine Anstellung in der Militär-Gestüts Branche erlangte (er wurde schließlich 1913 als Generalmajor honoris causa pensioniert). Nach der Verleihung des Ritterkreuzes des Leopoldordens erreichte er mit 8. März 1858 auch die Nobilitierung. Am 28. September 1857 übernahm er das Kommando über das Militärgestüt in Bábolna in Ungarn.
Seine Ernennung zum Generalmajor erhielt er am 21. Juni 1860 und wurde dem Generalmilitärgestüts-Inspektorat zugeteilt. Am 1. November 1865 wurde er nach 30 Jahren im Dienst auf eigenen Wunsch hin in die Pension versetzt. Generalmajor Rudolf Ritter von Brudermann starb am 31. Jänner 1889 in Budapest.

## Auszeichnungen
- Ritterkreuz des Österreichisch-kaiserlichen Leopold-Ordens am 8. August 1857
- Mecidiye-Orden III. Klasse, verliehen vom Osmanischen Sultan während seiner Mission